# هنري هويل
هنري هويل (بالإنجليزية: Henry Hoyle)‏ هو نقابي وسياسي أسترالي، ولد في 20 نوفمبر 1852 في أستراليا، وتوفي في 20 يوليو 1926. حزبياً، نشط في حزب العمال الأسترالي. وقد انتخب عضو الجمعية التشريعية نيو ساوث ويلز.